# Mosquera (Cundinamarca)
Mosquera ist eine Gemeinde (municipio) im Departamento Cundinamarca in Kolumbien, die zur Metropolregion Bogotá gehört.

## Geographie
Mosquera liegt in der Provinz Sabana Occidental in Cundinamarca, in unmittelbarer Nachbarschaft zum Flughafen Eldorado in Bogotá (10 km). Rund 20 km Luftlinie sind es bis ins Zentrum der Hauptstadt. Mosquera liegt auf einer Höhe von 2516 m ü. NN und hat eine Durchschnittstemperatur zwischen 12 und 14 °C. Die Gemeinde grenzt im Norden an Funza, im Osten an Bogotá (Stadtbezirke Fontibón, Kennedy und Bosa), im Süden an Soacha und im Westen an Bojacá und Madrid.

## Bevölkerung
Die Gemeinde Mosquera hat 91.282 Einwohner, von denen 87.855 im städtischen Teil (cabecera municipal) der Gemeinde leben (Stand: 2019).

## Geschichte

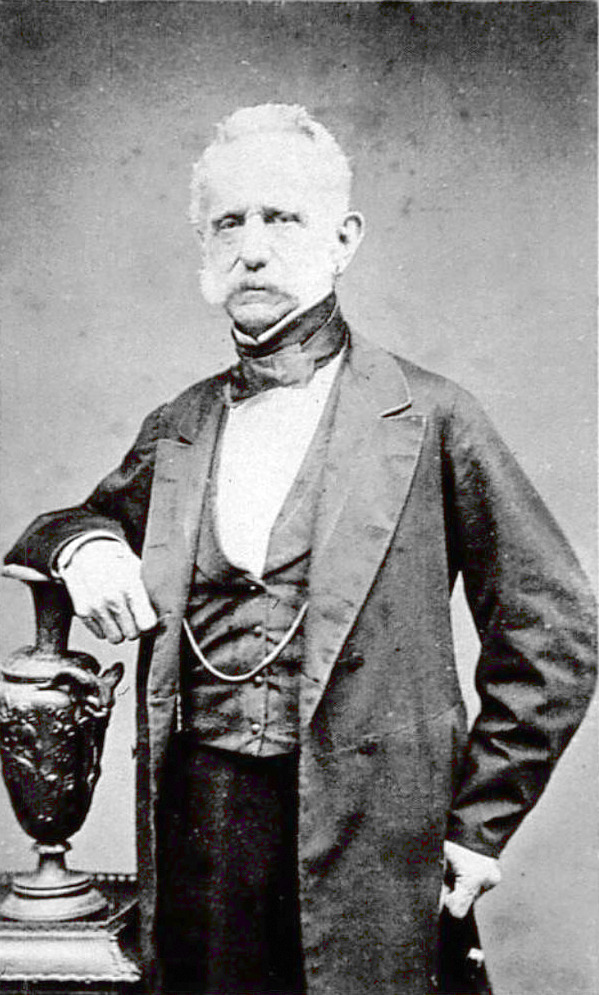
Tomás Cipriano de Mosquera

Vor der Ankunft der Spanier wurde das Gebiet des heutigen Mosquera vom indigenen Volk der Muisca bewohnt. Die Region wurde von Gonzalo Jiménez de Quesada erobert. Administrativ gehörte Mosquera zunächst zu Funza. Die Stadt wurde 1861 zu Ehren des kolumbianischen Präsidenten Tomás Cipriano de Mosquera an der Stelle des Dorfes Cuatro Esquinas gegründet und direkt in den Status einer Gemeinde erhoben.
Im April 2022 geriet der Ort in die internationalen Schlagzeilen, nachdem sich ausgedehnte, meterhohe Anhäufungen übelriechenden Schaums auf dem örtlichen Fluss gebildet hatten, die durch den Wind in großen Klumpen in der ganzen Stadt verteilt wurden. Als Ursache wurden Detergentien angeschuldigt, aber der Verursacher blieb zunächst unklar.

## Wirtschaft
Traditionell sind Landwirtschaft und Rinderproduktion die wichtigsten Wirtschaftszweige von Mosquera. Insbesondere werden Spinat, Blumenkohl, Salat, Karotten, Sellerie, Knoblauch, Kartoffeln und Erbsen angebaut, sowie in geringerer Ausprägung Zierpflanzen. Aufgrund der Nähe zu Bogotá hat sich viel Industrie angesiedelt, die mittlerweile der größte Arbeitgeber der Gemeinde ist.